# Скулкин, Василий Степанович
Васи́лий Степа́нович Ску́лкин (28 декабря 1911, Улус, Яранский уезд, Вятская губерния, Российская империя — 16 мая 1991, Йошкар-Ола, Марийская ССР, РСФСР, СССР) — водитель автоколонны № 1311 в Йошкар-Оле Марийской АССР (1952—1976). Почётный гражданин Йошкар-Олы (1970). Кавалер ордена Ленина (1966). Участник Советско-финляндской и Великой Отечественной войн. Член ВКП(б) с 1942 года.

## Биография
Родился 28 декабря 1911 года в дер. Улус ныне Пижанского района Кировской области в семье счетовода. В 1923 году окончил школу I степени. 
До 1933 года был рабочим в Казани и Башкирской АССР.
В 1933 году призван в Красную Армию из Уфы Башкирской АССР, прослужил до 1935 года. В 1939 году вновь призван в армию: участник советско-финляндской войны, освобождал западные районы Белоруссии от белофиннов. С 1941 года — участник Великой Отечественной войны: шофёр автомобильной роты управления 186 стрелковой дивизии на западных фронтах, старший сержант. В 1942 году принят в ВКП(б). Демобилизовался в 1946 году. Награждён орденами Отечественной войны II степени и Красной Звезды и медалями, в том числе медалью «За отвагу».
В 1952—1976 годах работал водителем автоколонны № 1311 в Йошкар-Оле. Передовик производства эпохи развитого социализма: 7-летний план выполнил за 4 года 7 месяцев, его автомобиль прошёл без капитального ремонта 233 тысячи километров. В 1966 году им сэкономлено 7,1 тысяча литров горючего, шины служили у него в 1,5 раза дольше нормы!
За успехи в труде награждён орденом Ленина, медалями, Почётной грамотой Президиума Верховного Совета Марийской АССР. В 1970 году ему присвоено звание «Почётный гражданин Йошкар-Олы».
Скончался 16 мая 1991 года в Йошкар-Оле, похоронен на Туруновском кладбище.

## Звания и награды
- Почётный гражданин Йошкар-Олы (1970)[2][3][6]
- Орден Ленина (1966)[2][3][4]
- Орден Отечественной войны II степени (06.04.1985)[7]
- Орден Красной Звезды (14.05.1945)[5]
- Медаль «За отвагу» (03.08.1943)[5]
- Медаль «За победу над Германией в Великой Отечественной войне 1941—1945 гг.» (12.11.1945)[5]
- Медаль «За доблестный труд. В ознаменование 100-летия со дня рождения Владимира Ильича Ленина»
- Почётная грамота Президиума Верховного Совета Марийской АССР (1960)[2][3][4]